# 쿠마루속
쿠마루속(cumaru屬, 학명: Dipteryx 딥테릭스[*])은 콩과의 속이다. 관목과 소교목으로 이루어져 있으며, 남아메리카와 중앙아메리카 및 카리브제도에 분포한다.

## 하위 종
- 바루(D. alata Vogel)
- 쿠마루(D. odorata (Aubl.) Willd.)
- D. lacunifera Ducke
- D. magnifica (Ducke) Ducke
- D. micrantha Harms
- D. oleifera Benth.
- D. polyphylla Huber
- D. punctata (S.F.Blake) Amshoff
- D. rosea Benth.